# 春田街

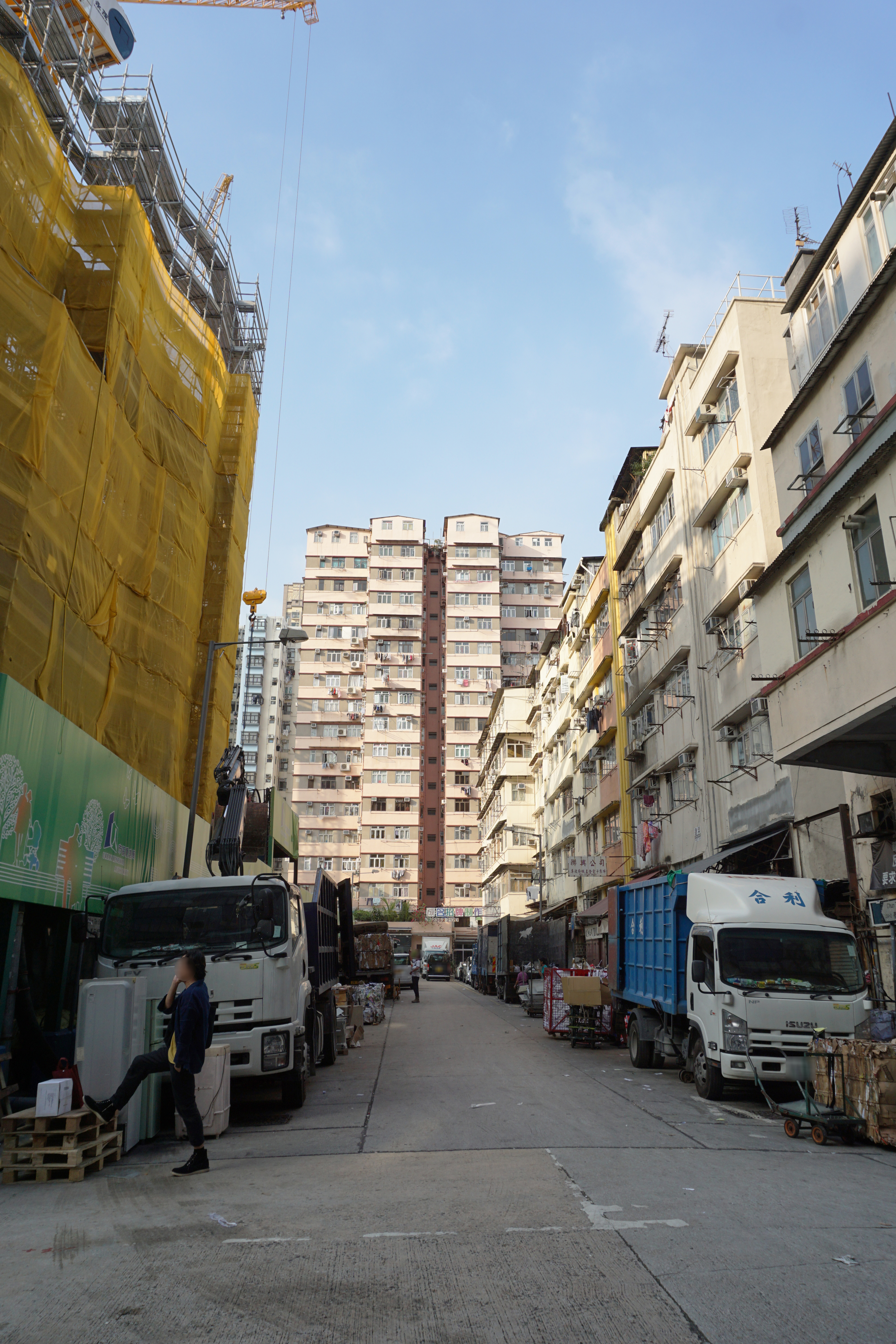
春田街

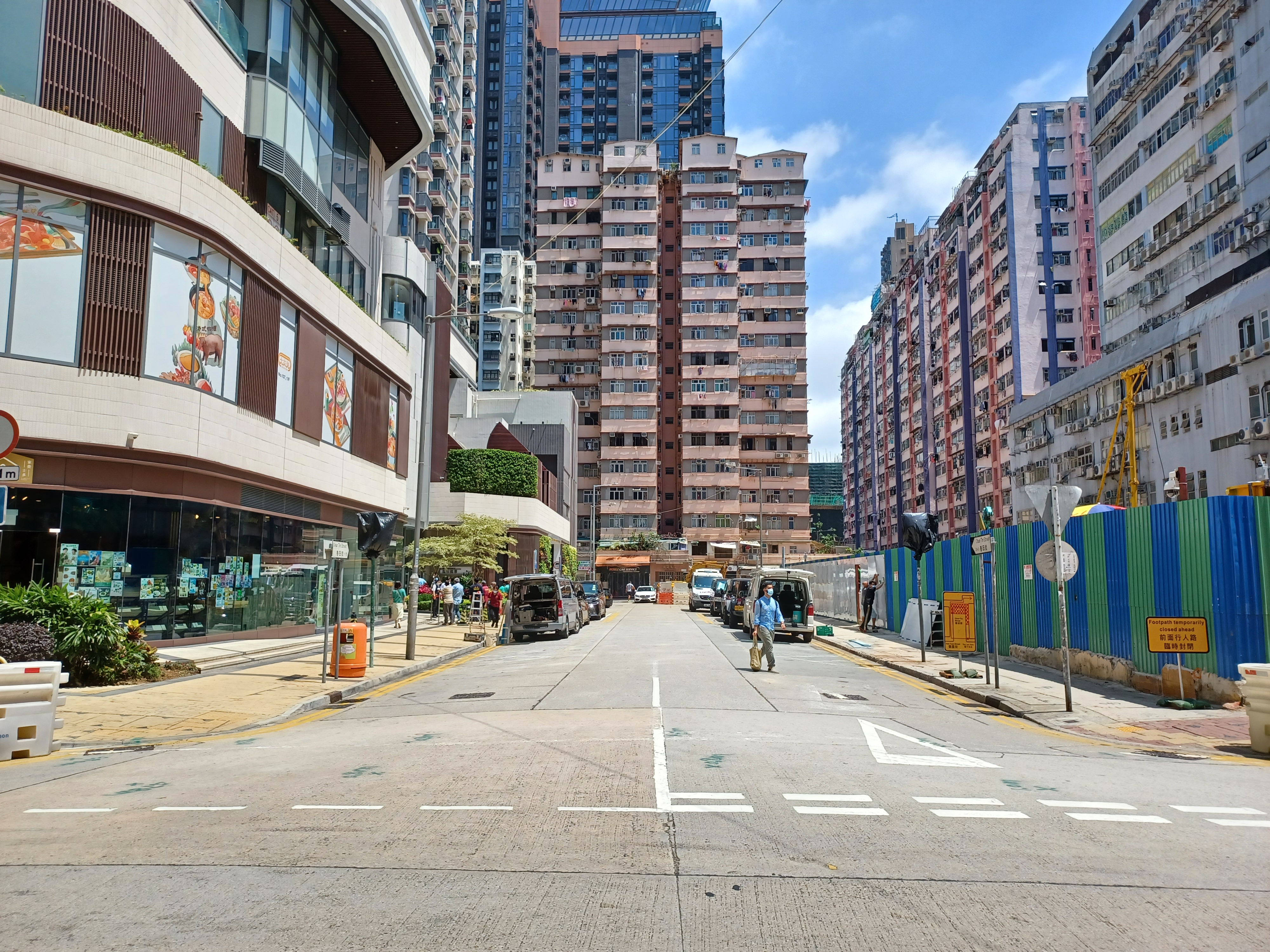
春田街

春田街（英語：Chun Tin Street）是香港的一條行車掘頭路，位於九龍九龍城區紅磡馬頭圍道東，鶴園街北，紅磡道、崇安街及崇志街之西，是少數有兩邊對稱唐樓的街道。
重建前的春田街沿道東西邊是唐樓，街鋪是環保工業二手物料廢料回收商或車輛維修車房。北端是一座單幢樓福運大廈的主要入口。春田街南端出口，對準紅磡商業中心側門。

## 未來發展
春田街是《馬頭圍道╱春田街發展項目》的其中一部分，日後春田街大部分範圍都會成為新樓的一部分。

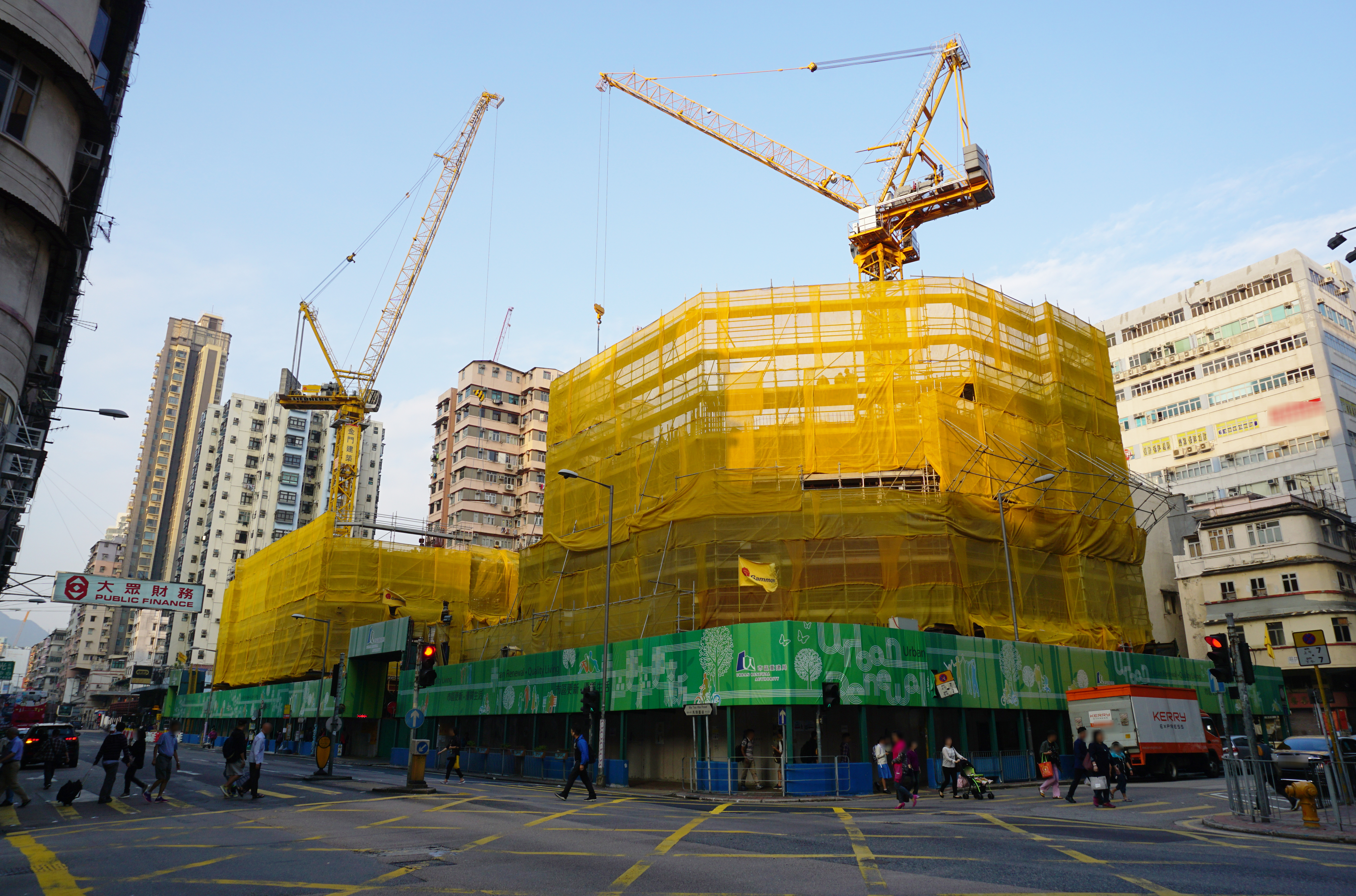
馬頭圍道／春田街重建項目

## 外部參考
1. ↑  . 市區重建局.   [2018-09-19]. （原始内容存档于2020-11-25）.